# Cymbidium kanran
Cymbidium kanran је врста орхидеја из рода Cymbidium и породице Orchidaceae. Налази се на местима са умереном климом источне Азије, укључујући Јапан, Кину, Тајван и Јужну Кореју. Типски примерак је сакупљен у Јапану. Нема наведених подврста у Catalogue of Life.